# اس‌اس کیواتین
اس‌اس کیواتین (به انگلیسی: SS Keewatin) یک کشتی است که طول آن ۳۳۶٫۵ فوت (۱۰۲٫۶ متر) می‌باشد.